# 호세파블로 몬레알 비야블랑카

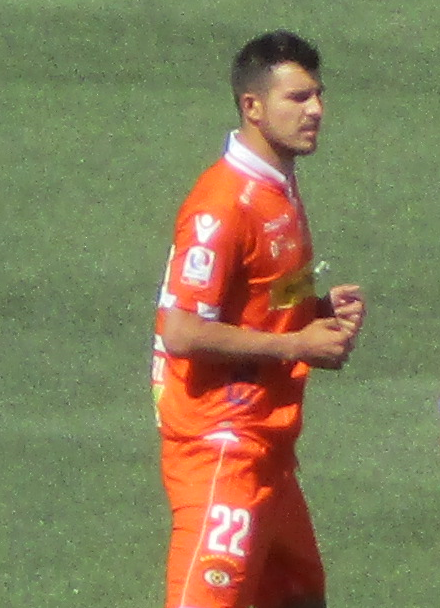

호세파블로 몬레알 비야블랑카(스페인어: Josepablo Monreal Villablanca, 1996년 4월 1일~)는 칠레의 축구 선수이다.

## 참고 문헌
- “호세파블로 몬레알 비야블랑카”. 《충남 아산 FC》. 충남아산프로축구단.